# Kjots

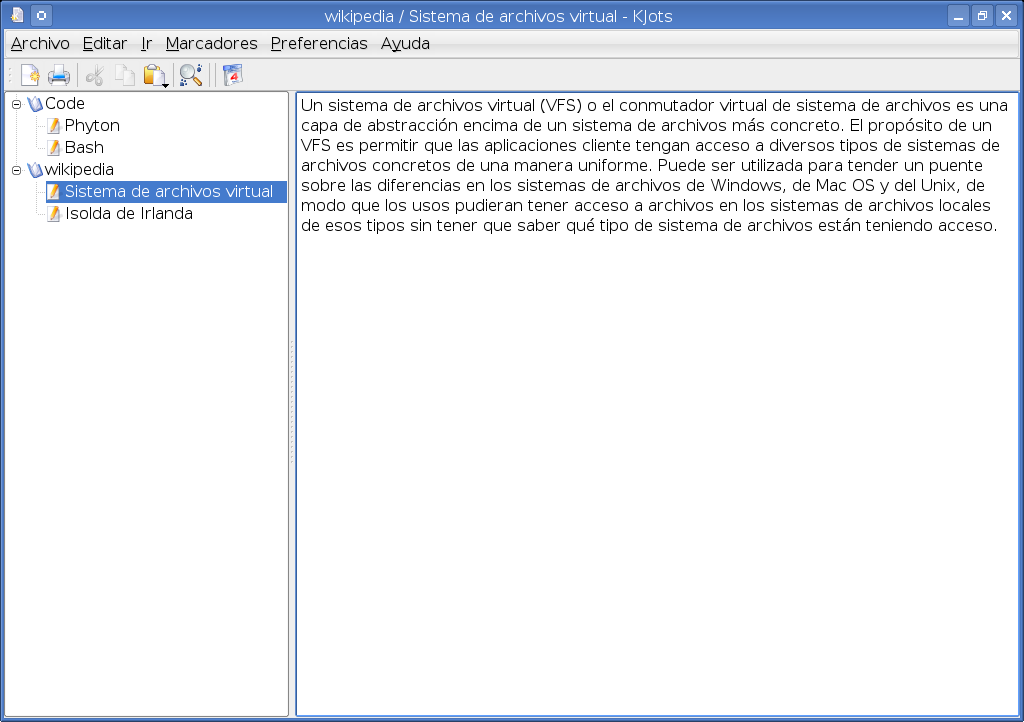
kjots.

Kjots es un programa informático libre nativo del entorno de ventanas y escritorio KDE, que sirve para tomar notas, apuntes y para gestionar distintos documentos de forma cómoda. Permite la creación de páginas y de libros y de su posterior exportación a texto o html. Funciona en los sistemas operativos Unix y Linux.